# Neoheterocerus pallidus
Neoheterocerus pallidus är en skalbaggsart som först beskrevs av Thomas Say 1823.  Neoheterocerus pallidus ingår i släktet Neoheterocerus och familjen strandgrävbaggar. Inga underarter finns listade i Catalogue of Life.